# Cine de Ecuador
En Ecuador existe una larga historia de producción cinematográfica desde inicios del siglo XX, atravesada por intermitencias importantes, pero también por la presencia de una gran diversidad de cortos, largometrajes y documentales de ficción y no ficción. El país ha aportado con varios directores, productores y realizadores a la escena latinoamericana, quienes forjan las bases y el estilo de un cine que busca consolidarse como una cinematografía emergente en la región y el mundo. El Instituto de cine y creación audiovisual regula y fomenta el cine en el país sudamericano.

## Historia

### Orígenes (1920s)
Si bien existen registros cinematográficos del país desde 1901, tal como lo ha documentado ampliamente la investigadora Wilma Granda, podría afirmarse que la producción de cine argumental en Ecuador arranca en la década de 1920 con el estreno del primer largometraje de ficción ecuatoriano, El tesoro de Atahualpa, dirigido por el guayaquileño Augusto San Miguel. En la misma década el sacerdote italiano Carlos Crespi Croci produce y realiza el documental Los invencibles shuar del Alto Amazonas por lo que juntos son, respectivamente, los pioneros del cine argumental y documental del Ecuador.
Pocos años antes, el empresario español Eduardo Rivas Ors, propietario del Teatro Edén en Guayaquil, había fundado la Empresa de Cine Ambos Mundos que, entre 1910 y 1924, realiza más de una decena de producciones de tipo noticiero tales como Las honras funerales de Eloy Alfaro (1921), La revista y desfile del Cuerpo de Bomberos (1921), Inauguración de la Escuela de Aviación (1921), Panorámica general de Guayaquil a vista de pájaro (1921) y Fiestas Centenarias del Ecuador (1922), entre otros. Con el paso del tiempo lastimosamente todos los ejemplares de los títulos mencionados se destruyeron o perdieron, con excepción de Fiestas Centenarias del Ecuador cuya copia original fue encontrada en las bodegas de la Embajada de Ecuador en Francia en 2017, casi cien años después de haber sido producida, siendo la única copia existente de los trabajos realizados por la Empresa de Cine Ambos Mundos la cual, luego de su restauración digital en Francia, fue entregada a la Cinemateca Nacional del Ecuador.

### Desarrollo de la industria nacional (1930s-1960s)

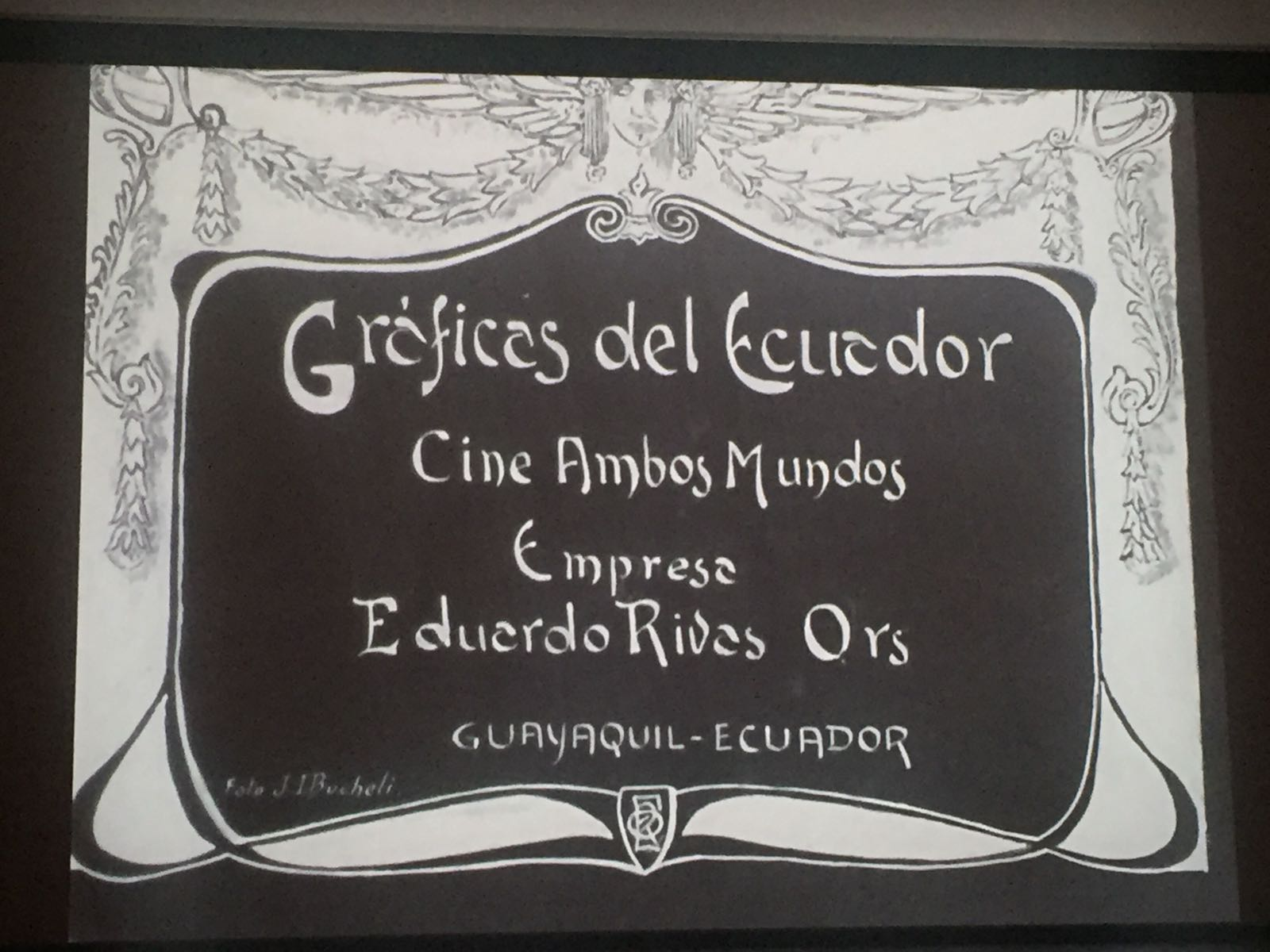
Fotograma de Gráficas del Ecuador, Cine Ambos Mundos, Empresa de Eduardo Rivas Ors, Fiestas Centenarias del Ecuador, 1922

Entre 1930 y 1931, el advenimiento del cine sonoro detuvo el desarrollo de la industria cinematográfica nacional, la cual intentó hacer frente a las nuevas películas por medio de la "sonorización en vivo" y acompañamientos con efectos sonoros en Vitaphone.
En 1930, la empresa Ecuador Sono Filmes produce Guayaquil de mis amores, dirigida por Francisco Diumenjo. Esta película logra una amplia convocatoria y se convierte en un fenómeno de masas. Seduce al público con una dramática historia de traición amorosa, una esmerada fotografía de los sitios emblemáticos de Guayaquil y una exitosa pista musical. Con el auspicio del sello Columbia (denominado más tarde J. D. Feraud Guzmán),Enrique Ibáñez Mora y Nicasio Safadi graban el disco que acompaña la historia y da nombre a la película. Destacados músicos interpretan en vivo la pista original de discos fonográficos, convirtiéndolo en la primera película sonora de Ecuador que es  sincronizada en vivo , en La Divina Canción(1931) e Incendio(1931), se intenta consolidar el cine sonoro ecuatoriano, a través de la interpretación de canciones y textos simultáneamente a la proyección, aunque sin éxito. Durante cerca de dos décadas el cine nacional se dedica intermitentemente a los documentales, los noticieros y los reportajes turísticos promocionales, con la excepción de dos largometrajes argumentales en 1950. Al mando de la empresa Ecuador Sono Film, logra producir  Se conocieron en Guayaquil , el primer largometraje con sonido óptico rodado en el país. Durante esta etapa sobresale la figura del fotógrafo y cineasta sueco Rolf Blomberg.
Durante la década de los años 60 el cine ecuatoriano es promovido por intelectuales como Ulises Estrella, quien luego fundaría la Cinemateca Nacional del Ecuador. Es un período en el cual proliferan coproducciones mexicano-ecuatorianas con Ernesto Albán a la cabeza. Durante la siguiente década se fortalece el género documental y en 1977 se funda la Asociación de Autores Cinematográficos del Ecuador, ASOCINE.

### Generación del 80
En efecto, desde la década de 1980 hasta la actualidad la cinematografía ecuatoriana retoma la producción de largometrajes gracias al impulso de ASOCINE, gremio que aglutina a la primera generación de cineastas ecuatorianos o Generación del 80, siendo ejemplos de esta etapa las películas argumentales y documentales de directores tales como Jaime Cuesta Hurtado (Dos para el camino 1981) o Edgar Cevallos (Daquilema 1981, Una araña en el rincón 1982, Luto eterno 1982), entre otros.
En 1989, Camilo Luzuriaga dirige la La Tigra, basada en la obra de José de la Cuadra; y el mismo director realiza luego otra adaptación cinematográfica de una obra emblemática de la literatura ecuatoriana a través de la película Entre Marx y una mujer desnuda, basada en la novela del escritor ambateño Jorge Enrique Adoum. En 2004 Luzuriaga realizará su tercera adaptación al llevar al cine el libro 1809-1810: Mientras llega el día, de Juan Valdano, que relata los aconteceres de la Independencia quiteña de 1809.
En 1990 el argumental de 30 minutos 500 años después, el regreso, dirigido por el documentalista Hernán Cuéllar Mideros gana el Premio Caracol, otorgado por la Unión Nacional de Escritores y Artistas de Cuba – UNEAC en el marco del XII Festival de Cine y Vídeo en La Habana. Este argumental relata la historia de un joven que luego de abandonar su tierra y su familia para trabajar en la ciudad, se ve obligado a regresar. Hernán Cuéllar asumió la dirección de ASOCINE (Asociación de Cineastas del Ecuador) de 1994 a 1998.

### Reconocimiento internacional y fundación de CNCINE (1999-2006)
El gran giro del cine nacional llega con Ratas, ratones, rateros (1999) de Sebastián Cordero. En septiembre de 1999 la película se presenta en la sección oficial del Festival de Cine de Venecia, en el Festival Internacional de Cine de Toronto y en el Festival de Cine de San Sebastián. La película gana Mejor Edición en el Festival del Nuevo Cine Latinoamericano de La Habana, Mención de Honor en el Festival de Cine de Bogotá y obtiene una nominación al Goya a Mejor Película Extranjera de Habla Hispana así como a Mejor Película Extrajera para el Premio Ariel. 
La segunda película de Cordero, Crónicas (2004), también consiguió reconocimiento internacional. Producida por Bertha Navarro e Isabel Dávalos junto a Alfonso Cuarón y Guillermo del Toro, la cinta fue presentada en la sección Una cierta mirada de Cannes, además fue nominada al Gran Premio del Jurado en el Festival de Cine de Sundance y candidata a Mejor Dirección en los Premios Ariel. Crónicas fue la selección oficial del Ecuador ante los Oscars.
Cordero continuó en la dirección con la producción Rabia, y la película Pescador, coproducción entre Colombia y Ecuador, que consiguió galardones en los festivales de Guadalajara y Cartagena.
Tania Hermida es otra de las destacadas directoras ecuatorianas. En 2006, presentó Qué tan lejos, cinta que la hizo merecedora al Zenith de Plata en el Festival de Cine de Montreal en la categoría Ópera Prima. El film tuvo la acogida del público ecuatoriano y se convirtió en la segunda película más taquillera del cine local, detrás de La Tigra.
A partir de la creación del CNCINE (Consejo Nacional de Cinematografía del Ecuador) y la puesta en vigencia de la Ley de Cine, la producción cinematográfica nacional experimentó un notable progreso. El país pasó de estrenar una película cada cuatro años, a un mínimo de cuatro películas por año. Desde 2007, un promedio de entre 10 a 12 producciones locales llegan a las salas de cine en Ecuador cada año.

### Estado actual (2007-)
Otras producciones se encuentran recién viendo la luz y realizando su recorrido a través de festivales, entre ellas están el documental El Comité de Mateo Herrera, Cuando me toque a mí del director Víctor Arregui, el cual la presentó en el Festival de Biarritz de Cines y Culturas de América Latina donde el actor principal, Manuel Calisto, fue galardonado con el Premio de Interpretación Masculina por su interpretación de un médico forense; Esas no son penas de Anahí Seiseno; Blak Mama de Miguel Alvear y Patricio Andrade.
En 2011 y 2015 se crearon, respectivamente, el Festival Latinoamericano de Cine de Quito y el Festival Internacional de Cine de Guayaquil. Dos años más tarde, se estrenó Hacer mucho con poco, el primer documental de arquitectura ecuatoriana. En 2021 se creó el Festival Internacional de Cine Estudiantil de Naranjal.